# Llista de monuments de les Llosses
Llista de monuments de les Llosses inclosos en l'Inventari del Patrimoni Arquitectònic Català pel municipi de les Llosses (Ripollès). Inclou els inscrits en el Registre de Béns Culturals d'Interès Nacional (BCIN) amb la classificació de monuments històrics, els Béns Culturals d'Interès Local (BCIL) de caràcter immoble i la resta de béns arquitectònics integrants del patrimoni cultural català.
| Monument                                                                | Protecció    | Estil/època                          | Localització                            | Coordenades                                            | Codi?         | Imatge |
| ----------------------------------------------------------------------- | ------------ | ------------------------------------ | --------------------------------------- | ------------------------------------------------------ | ------------- | --- |
| Castell de Palmerola                                                    | BCIN 376-MH  | Gòtic XV, XX                         | Les Llosses Palmerola                   | 42° 09′ 21″ N, 2° 02′ 04″ E / 42.1559194°N,2.034306°E  | RI-51-0006000 | Castell de Palmerola (les Llosses) · Vegeu més fotos d'aquest monument · Carregueu una nova foto d'aquest monument                             |
| Castell de la Guàrdia                                                   | BCIN 1837-MH | Medieval                             | Les Llosses                             | 42° 08′ 15″ N, 2° 07′ 23″ E / 42.1375917°N,2.1229222°E | RI-51-0005945 | Carregueu una nova foto d'aquest monument |
| Roca de Baborers, o Castell de Baborers, la Talaia                      | BCIN 1838-MH | Medieval                             | Les Llosses                             | 42° 09′ 57″ N, 2° 08′ 36″ E / 42.1659111°N,2.1434694°E | RI-51-0005946 | Carregueu una nova foto d'aquest monument |
| Casal de Portavella                                                     | BCIN 1839-MH | Obra popular XVI-XVII                | Les Llosses Sant Martí de Vinyoles      | 42° 08′ 12″ N, 2° 08′ 13″ E / 42.1366278°N,2.1369944°E | RI-51-0005947 | Casal de Portavella (les Llosses) · Vegeu més fotos d'aquest monument · Carregueu una nova foto d'aquest monument                              |
| Església de Santa Maria de Matamala                                     |              | Romànic, barroc XII, XVII, XVIII     | Les Llosses Santa Maria de Matamala     | 42° 09′ 33″ N, 2° 05′ 23″ E / 42.159034°N,2.089793°E   | IPA-3916      | Església de Santa Maria de Matamala (les Llosses) · Vegeu més fotos d'aquest monument · Carregueu una nova foto d'aquest monument              |
| Can Puig                                                                |              | Obra popular XVIII                   | Les Llosses Viladonja                   | 42° 09′ 54″ N, 2° 04′ 05″ E / 42.165075°N,2.068028°E   | IPA-3918      | Carregueu una nova foto d'aquest monument |
| Església de Santa Eulàlia de Viladonja                                  |              | Romànic, obra popular X, XVIII, XIX  | Les Llosses Viladonja                   | 42° 09′ 56″ N, 2° 04′ 04″ E / 42.165576°N,2.067664°E   | IPA-3919      | Església de Santa Eulàlia de Viladonja (les Llosses) · Vegeu més fotos d'aquest monument · Carregueu una nova foto d'aquest monument           |
| Església de Sant Vicenç de Maçanós                                      |              | Barroc XVIII                         | Les Llosses                             | 42° 09′ 12″ N, 2° 04′ 02″ E / 42.153447°N,2.067361°E   | IPA-3920      | Església de Sant Vicenç de Maçanós (les Llosses) · Vegeu més fotos d'aquest monument · Carregueu una nova foto d'aquest monument               |
| Església de Santa Maria de les Llosses                                  |              | Romànic, barroc XII, XVI             | Les Llosses                             | 42° 09′ 09″ N, 2° 06′ 16″ E / 42.152579°N,2.104331°E   | IPA-3921      | Església de Santa Maria de les Llosses · Vegeu més fotos d'aquest monument · Carregueu una nova foto d'aquest monument                         |
| Església de Sant Esteve de Vallespirans                                 |              | Romànic, barroc XII, XVIII           | Les Llosses Sant Esteve de Vallespirans | 42° 10′ 38″ N, 2° 08′ 32″ E / 42.177289°N,2.142167°E   | IPA-3922      | Església de Sant Esteve de Vallespirans (les Llosses) · Vegeu més fotos d'aquest monument · Carregueu una nova foto d'aquest monument          |
| Església de Sant Martí de Vinyoles de Portavella                        |              | Romànic, barroc X-XII, XVIII         | Les Llosses Sant Martí de Vinyoles      | 42° 08′ 12″ N, 2° 08′ 18″ E / 42.13664°N,2.13837°E     | IPA-3939      | Església de Sant Martí de Vinyoles de Portavella (les Llosses) · Vegeu més fotos d'aquest monument · Carregueu una nova foto d'aquest monument |
| Santuari o ermita de Santa Margarida de Vinyoles                        |              | Barroc, neoclassicisme XI-XII, XIX   | Les Llosses Sant Martí de Vinyoles      | 42° 08′ 21″ N, 2° 07′ 23″ E / 42.139152°N,2.123150°E   | IPA-3940      | Santuari de Santa Margarida de Vinyoles (les Llosses) · Vegeu més fotos d'aquest monument · Carregueu una nova foto d'aquest monument          |
| Mas de Llimós                                                           |              | Obra popular XIV, XVII-XVIII, XIX    | Les Llosses Santa Maria de Matamala     | 42° 09′ 08″ N, 2° 04′ 16″ E / 42.152113°N,2.071090°E   | IPA-3941      | Carregueu una nova foto d'aquest monument |
| Església de Sant Esteve de la Riba                                      |              | Romànic, barroc XI-XII, XX           | Les Llosses Viladonja                   | 42° 11′ 09″ N, 2° 03′ 54″ E / 42.185806°N,2.065133°E   | IPA-3942      | Carregueu una nova foto d'aquest monument |
| Església de Sant Llorenç Corrubí                                        |              | Romànic, barroc X, XVII              | Les Llosses Corrubí                     | 42° 12′ 24″ N, 2° 03′ 23″ E / 42.206530°N,2.056345°E   | IPA-3943      | Església de Sant Llorenç Corrubí (les Llosses) · Vegeu més fotos d'aquest monument · Carregueu una nova foto d'aquest monument                 |
| El Colomer                                                              |              | Obra popular XVIII                   | Les Llosses Viladonja                   | 42° 12′ 43″ N, 2° 07′ 10″ E / 42.212049°N,2.119326°E   | IPA-3944      | Mas el Colomer (les Llosses) · Carregueu una nova foto d'aquest monument                                                                       |
| Església de Sant Feliu d'Estiula                                        |              | Romànic, barroc XI, XVIII Mitjan     | Les Llosses Viladonja                   | 42° 12′ 12″ N, 2° 06′ 27″ E / 42.203416°N,2.107382°E   | IPA-3945      | Església de Sant Feliu d'Estiula (les Llosses) · Vegeu més fotos d'aquest monument · Carregueu una nova foto d'aquest monument                 |
| Mas les Llentes                                                         |              | Obra popular XVII                    | Les Llosses Viladonja                   | 42° 12′ 27″ N, 2° 04′ 43″ E / 42.207470°N,2.078690°E   | IPA-3946      | Carregueu una nova foto d'aquest monument |
| Mas Capdevila                                                           |              | Obra popular XVIII, XIX Mitjan       | Les Llosses                             | 42° 09′ 23″ N, 2° 06′ 20″ E / 42.156270°N,2.105595°E   | IPA-3952      | Carregueu una nova foto d'aquest monument |
| Can Planes de Matamala                                                  |              | XVIII, XX Inici                      | Les Llosses Santa Maria de Matamala     | 42° 09′ 29″ N, 2° 05′ 48″ E / 42.158065°N,2.096577°E   | IPA-3953      | Carregueu una nova foto d'aquest monument |
| Mas la Plana                                                            |              | Obra popular XVIII Mitjan            | Les Llosses Sant Sadurní de Sovelles    | 42° 08′ 34″ N, 2° 10′ 15″ E / 42.142883°N,2.170831°E   | IPA-3954      | Carregueu una nova foto d'aquest monument |
| Can Robert                                                              |              | Obra popular XIX, XX                 | Les Llosses Santa Maria de Matamala     | 42° 09′ 54″ N, 2° 05′ 37″ E / 42.164969°N,2.093649°E   | IPA-3955      | Carregueu una nova foto d'aquest monument |
| Mas el Guixer                                                           |              | Obra popular XVIII Mitjan, XX Mitjan | Les Llosses Santa Maria de Matamala     | 42° 09′ 24″ N, 2° 04′ 44″ E / 42.156568°N,2.078938°E   | IPA-3956      | Carregueu una nova foto d'aquest monument |
| El Prat                                                                 |              | Obra popular XVIII, XIX              | Les Llosses Sant Sadurní de Sovelles    | 42° 08′ 34″ N, 2° 10′ 30″ E / 42.142813°N,2.174868°E   | IPA-3957      | Carregueu una nova foto d'aquest monument |
| Can Caselles                                                            |              | Obra popular XVIII, XX Final         | Les Llosses Viladonja                   | 42° 11′ 52″ N, 2° 03′ 25″ E / 42.197874°N,2.057082°E   | IPA-3958      | Carregueu una nova foto d'aquest monument |
| L'Auró                                                                  |              | Obra popular XVII, XIX               | Les Llosses Viladonja                   | 42° 11′ 49″ N, 2° 06′ 24″ E / 42.196941°N,2.106561°E   | IPA-3959      | Carregueu una nova foto d'aquest monument |
| Mas la Sala                                                             |              | Obra popular Medieval, XIX           | Les Llosses Sant Sadurní de Sovelles    | 42° 08′ 58″ N, 2° 08′ 58″ E / 42.149396°N,2.149384°E   | IPA-3960      | Carregueu una nova foto d'aquest monument |
| Molí de la Riba                                                         |              | Obra popular XVIII                   | Les Llosses Viladonja                   | 42° 11′ 32″ N, 2° 03′ 53″ E / 42.192113°N,2.064840°E   | IPA-3961      | Carregueu una nova foto d'aquest monument |
| Mas la Riba                                                             |              | Obra popular XVII                    | Les Llosses Sant Esteve de la Riba      | 42° 11′ 08″ N, 2° 03′ 53″ E / 42.185482°N,2.064592°E   | IPA-3962      | Carregueu una nova foto d'aquest monument |
| Casa de Moreta                                                          |              | Obra popular XVIII                   | Les Llosses Palmerola                   | 42° 09′ 48″ N, 2° 02′ 49″ E / 42.163282°N,2.046914°E   | IPA-3976      | Casa de Moreta (les Llosses) · Vegeu més fotos d'aquest monument · Carregueu una nova foto d'aquest monument                                   |
| Església de Sant Julià de Vilacorba o de Moreta                         |              | Romànic Medieval, XVII-XVIII         | Les Llosses Palmerola                   | 42° 09′ 50″ N, 2° 02′ 48″ E / 42.163788°N,2.046616°E   | IPA-3977      | Església de Sant Julià de Vilacorba (les Llosses) · Vegeu més fotos d'aquest monument · Carregueu una nova foto d'aquest monument              |
| El Solà de Moreta                                                       |              | Obra popular XVIII                   | Les Llosses Palmerola                   | 42° 09′ 45″ N, 2° 03′ 20″ E / 42.162397°N,2.055661°E   | IPA-3978      | Carregueu una nova foto d'aquest monument |
| Ermita de Sant Julià de Cosp o de Cortines                              |              | Romànic X-XII                        | Les Llosses Palmerola                   | 42° 11′ 11″ N, 1° 58′ 49″ E / 42.186349°N,1.980308°E   | IPA-3979      | Carregueu una nova foto d'aquest monument |
| Església de Sant Vicenç de Palmerola, església del castell de Palmerola |              | Romànic Medieval, XX                 | Les Llosses Palmerola                   | 42° 09′ 22″ N, 2° 02′ 04″ E / 42.15618°N,2.03443°E     | IPA-3980      | Església de Sant Vicenç de Palmerola (les Llosses) · Vegeu més fotos d'aquest monument · Carregueu una nova foto d'aquest monument             |
| Pont de Sant Sadurní de Sovelles                                        |              | Obra popular                         | Les Llosses Sant Sadurní de Sovelles    |                                                        | IPA-3985      | Carregueu una nova foto d'aquest monument |
| Pont del Diable, o Pont de Barri                                        |              | Obra popular                         | Les Llosses Santa Maria de Matamala     | 42° 09′ 27″ N, 2° 04′ 59″ E / 42.157468°N,2.083077°E   | IPA-3986      | Carregueu una nova foto d'aquest monument |
| Mas de les Selles                                                       |              | Obra popular XII, XVIII, XX          | Les Llosses                             | 42° 10′ 38″ N, 2° 07′ 06″ E / 42.177231°N,2.118246°E   | IPA-3988      | Carregueu una nova foto d'aquest monument |
| Església de Sant Sadurní de Sovelles                                    |              | Barroc XVIII                         | Les Llosses Sant Sadurní de Sovelles    | 42° 08′ 31″ N, 2° 09′ 38″ E / 42.142001°N,2.160635°E   | IPA-3989      | Església de Sant Sadurní de Sovelles (les Llosses) · Vegeu més fotos d'aquest monument · Carregueu una nova foto d'aquest monument             |